# Championnats d'Europe de karaté 1993
Les championnats d'Europe de karaté 1993 sont des championnats internationaux de karaté qui ont eu lieu à Prague, en République tchèque, en 1993. Cette édition a été la 28e des championnats d'Europe de karaté seniors organisés par la Fédération européenne de karaté chaque année depuis 1966. Un total de 480 athlètes provenant de 33 pays y ont participé.

## Résultats

### Épreuves individuelles

#### Kata
| Rang | Pays    | Karatéka        |
| ---- | ------- | --------------- |
| 1    | Espagne | Luis-María Sanz |
| 2    | Italie  | Pasquale Acri   |
| 3    | France  | Laurent Riccio  |

| Rang | Pays    | Karatéka          |
| ---- | ------- | ----------------- |
| 1    | Espagne | Maite San Narciso |
| 2    | ?       | ?                 |
| 3    | ?       | ?                 |

#### Kumite

##### Kumite masculin
| Rang | Pays    | Karatéka            |
| ---- | ------- | ------------------- |
| 1    | Espagne | David Luque Camacho |
| 2    | Italie  | Daniele Simmi       |
| 3    | France  | Damien Dovy         |
| 3    | Écosse  | Mac Culloch         |

| Rang | Pays       | Karatéka          |
| ---- | ---------- | ----------------- |
| 1    | Norvège    | Stein Rønning     |
| 2    | Allemagne  | Murat Uysal       |
| 3    | Italie     | Francesco Muffato |
| 3    | Angleterre | Tim Stephens      |

| Rang | Pays       | Karatéka             |
| ---- | ---------- | -------------------- |
| 1    | Italie     | Massimiliano Oggianu |
| 2    | Angleterre | William Thomas       |
| 3    | France     | Romain Anselmo       |
| 3    | Allemagne  | Samad Azadi          |

| Rang | Pays       | Karatéka         |
| ---- | ---------- | ---------------- |
| 1    | Allemagne  | Kosta Sariyannis |
| 2    | Italie     | V. Amicone       |
| 3    | Italie     | Meana            |
| 3    | Angleterre | Wayne Otto       |

| Rang | Pays      | Karatéka            |
| ---- | --------- | ------------------- |
| 1    | Norvège   | Morten Alstadsæther |
| 2    | Écosse    | Gillan              |
| 3    | Allemagne | T. Nitschmann       |
| 3    | Italie    | Gennaro Talarico    |

| Rang | Pays       | Karatéka        |
| ---- | ---------- | --------------- |
| 1    | Croatie    | Enver Idrizi    |
| 2    | Angleterre | Ian Cole        |
| 3    | Italie     | David Benetello |
| 3    | Autriche   | Kleinekathofer  |

| Rang | Pays     | Karatéka              |
| ---- | -------- | --------------------- |
| 1    | France   | Alain Le Hetet        |
| 2    | Espagne  | Tomas Herrero Barcelo |
| 3    | Suède    | Petrovic              |
| 3    | Finlande | Tianen                |

##### Kumite féminin
| Rang | Pays   | Karatéka        |
| ---- | ------ | --------------- |
| 1    | France | Maryse Mazurier |
| 2    | ?      | ?               |
| 3    | ?      | ?               |

| Rang | Pays      | Karatéka       |
| ---- | --------- | -------------- |
| 1    | Allemagne | Sandra Schäfer |
| 2    | ?         | ?              |
| 3    | ?         | ?              |

| Rang | Pays  | Karatéka      |
| ---- | ----- | ------------- |
| 1    | Suède | Katrin Olsson |
| 2    | ?     | ?             |
| 3    | ?     | ?             |

| Rang | Pays    | Karatéka      |
| ---- | ------- | ------------- |
| 1    | Turquie | Nurhan Firhat |
| 2    | ?       | ?             |
| 3    | ?       | ?             |

## Épreuves par équipe

### Kata par équipe
| Rang | Pays    | Karatékas                                      |
| ---- | ------- | ---------------------------------------------- |
| 1    | France  | Yves Bardreau, Michaël Milon et Laurent Riccio |
| 2    | Espagne |                                                |
| 3    | Italie  |                                                |

| Rang | Pays    |
| ---- | ------- |
| 1    | Espagne |
| 2    | ?       |
| 3    | ?       |

### Kumite par équipe
| Rang | Pays       | Karatékas                                   |
| ---- | ---------- | ------------------------------------------- |
| 1    | France     | Alain Varo et Alexandre Biamonti, notamment |
| 2    | Finlande   |                                             |
| 3    | Allemagne  |                                             |
| 3    | Angleterre |                                             |

| Rang | Pays    |
| ---- | ------- |
| 1    | Espagne |
| 2    | ?       |
| 3    | ?       |